# Mabel Esther Allan
Mabel Esther Allan (* 11. Februar 1915; † 14. Mai 1998) war eine britische Kinderbuchautorin, die etwa 130 Bücher verfasst hat.
Mabel Esther Allan wurde in Wallasey im Westen Englands geboren. Bereits mit acht Jahren fasste sie den Entschluss, Schriftstellerin zu werden; ihr Vater kaufte ihr einen Schreibtisch und brachte ihr das Tippen bei. Als die Familie umzog, bekam sie sogar ihr eigenes Schreibzimmer.
In den 1930er Jahren veröffentlichte sie einige Kurzgeschichten, aber ihre schriftstellerische Aktivität wurde durch den Zweiten Weltkrieg unterbrochen. Allan diente in der Women’s Land Army, einer zivilen Organisation, die im Ersten und Zweiten Weltkrieg Feldarbeit durch Frauen organisierte, um die in den Krieg gezogenen Männer zu ersetzen, und unterrichtete in einer Schule in Liverpool. 1948 schickte sie ihr Manuskript The Glen Castle Mystery an ihren Verleger, mit dem ihre berufliche Erfolgsserie begann.
Obwohl sie wie viele Schriftsteller ihrer Zeit oft das Schulbuch-Genre nutzte, war sie eine Befürworterin von A. S. Neill, der ein Erziehungskonzept begründet hatte, das Freiheit und Selbstdisziplin bei Kindern propagiert.
Ihre Bücher waren zum Teil Schulgeschichten, zum Teil spielte Ballett eine Rolle – besonders in den Büchern über Cindy Adams, die sie unter dem Pseudonym Jean Estoril verfasste. Darüber hinaus nutzte sie die Namen Priscilla Hagon und Anne Pilgrim.